# کوه خرکش (بغلان و کاپیسا)
کوه خرکش کوهی در رشته‌کوه هندوکش و در کشور افغانستان است. این کوه در ولایت‌های بغلان و کاپیسا واقع شده است.